# Nacionalismo francés

Bandera de Francia.

El Arco del Triunfo en París.

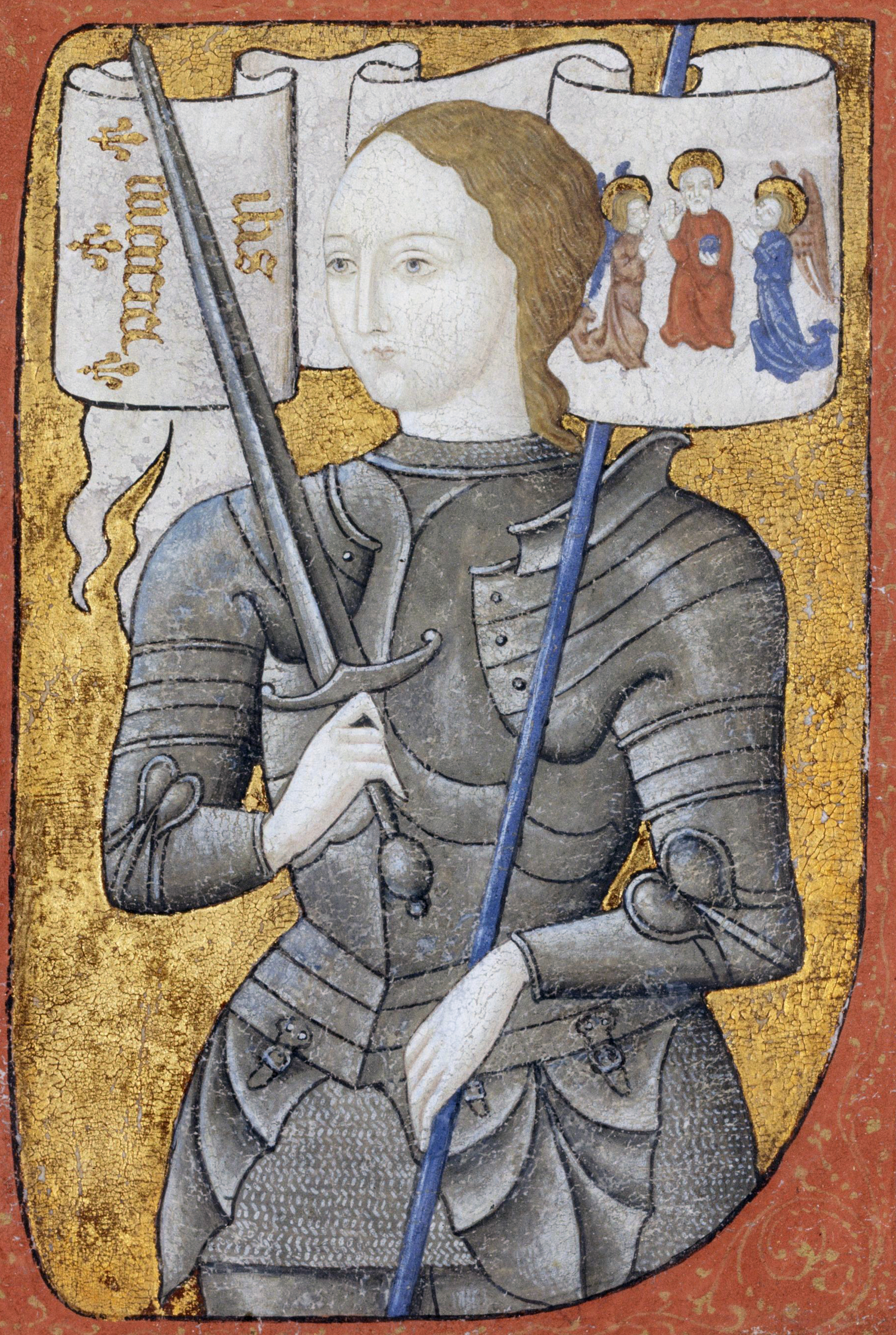
Juana de Arco, una heroína nacional de Francia.

El nacionalismo francés promueve la unidad cultural de Francia.

## Historia
El nacionalismo francés surgió de sus numerosas guerras con Inglaterra, que implicaron la reconquista de los territorios que conformaban Francia. Las guerras produjeron un gran ícono del nacionalismo francés, Juana de Arco. La religión católica también jugó un papel importante después de la Reforma Protestante. El nacionalismo francés se convirtió en un poderoso movimiento después de la Revolución francesa en 1789. Napoleón Bonaparte promovió el nacionalismo francés basado en los ideales de la Revolución Francesa, como la idea de "libertad, igualdad, fraternidad" y justificó el expansionismo francés y las campañas militares francesas en la afirmación de que Francia tenía derecho a difundir los ideales ilustrados de la Revolución Francesa en toda Europa, y también a expandir Francia a sus llamadas "fronteras naturales". Las invasiones de Napoleón a otras naciones tuvieron el efecto de difundir el concepto de nacionalismo fuera de Francia.

### 1814-1914
Luego de la derrota y caída de Napoleón, el nacionalismo francés desde el siglo XIX hasta principios del siglo XX adquirió un patriotismo asertivo y extremo que apoyó a la fuerza militar para lograr sus objetivos políticos. Durante la Primera Guerra Mundial, Francia persiguió reclamos irredentistas sobre la región de Alsacia-Lorena que se había perdido en Alemania al final de la Guerra franco-prusiana de 1870-1871. El orgullo nacional francés fue dañado en la Primera Guerra Mundial por la larga y prolongada guerra con Alemania en su territorio; especialmente en la Segunda Guerra Mundial cuando el gobierno francés se rindió a Alemania en 1940; y después de que Francia perdió muchas de sus colonias debido a la descolonización después de la Segunda Guerra Mundial.
Los símbolos del nacionalismo incluían no solo a Juana de Arco sino también a Roland, el héroe de La canción de Rolando. Murió en combate contra los infieles mientras defendía a Carlomagno y sus hombres, convirtiéndolo en un símbolo patriótico adecuado para la era moderna.
La política de izquierda y derecha jugó un papel importante ya que los conservadores aprovecharon el nacionalismo para atacar a la izquierda. Los nacionalistas franceses conservadores etiquetaron con éxito el antimilitarismo como antinacionalista en la era de 1898-1914. Muchos de los antimilitaristas más vocales eran activistas anarquistas y organizaciones marxistas radicales. Los historiadores han interpretado este ataque argumentando que el nacionalismo francés estaba rechazando sus raíces en la Revolución Francesa y se estaba convirtiendo en un movimiento extremista y protofascista. Sin embargo, la mayoría de los antimilitaristas no rechazaron su nación, sino que afirmaron estar protegiendo a la República, lo que vieron como sinónimo de la nación. Vieron a los conservadores como un peligro para una Francia republicana.
El gran elemento católico conservador, frustrado por el fracaso en restaurar la monarquía, recurrió a una nueva variación del nacionalismo. Dirigido por el diario La Croix, fundado por los sacerdotes asuncionistas en 1883, denunció el anticlericalismo de la República y alentó el boulangismo y la germanofobia. Promovió el imperialismo francés como el cumplimiento de una misión para llevar la civilización y el cristianismo a los paganos ("misión civilizadora") y se jactó de la superioridad cultural de Francia sobre todos los demás.
El caso Dreyfus de la década de 1890 vio a los conservadores usar el nacionalismo para atacar a la Tercera República. Sin embargo, cuando los republicanos aprobaron leyes hostiles a la Iglesia Católica en 1901-1905, como la disolución de los Asuncionistas, muchos conservadores cambiaron sus energías y fondos de los proyectos nacionalistas a una defensa de la Iglesia. Las mujeres católicas devotas fueron especialmente activas en este cambio. El historiador Robert Fuller argumenta que efectivamente terminó el desafío nacionalista a la Tercera República.

### Desde 1914
Después de la humillante derrota en 1940 de Alemania, Philippe Pétain, un héroe de la guerra mundial, fue llamado a salvar nuevamente a Francia, en nombre del nacionalismo francés. Respondió enfatizando "la necesidad de permanecer en Francia, preparar un avivamiento nacional y compartir los sufrimientos de nuestra gente". Es imposible que el gobierno abandone el suelo francés sin emigrar, sin desertar. El deber del gobierno es, pase lo que pase, permanecer en el país, o ya no podría ser considerado como el gobierno". De acuerdo con Robert Bruce: 
Ansiaba participar activamente en la reconstrucción de Francia a su imagen y librar a la nación de los últimos veinte años de enseñanzas y programas socialistas y marxistas cuyo fruto amargo había sido la derrota de 1940. Francia volvería a ser fuerte. Francia sería grandiosa nuevamente, y era su deber hacer que eso se cumpliera".
El gran enemigo de Pétain fue el líder de la Francia Libre, Charles de Gaulle. Se convirtió en presidente de Francia y trató de resucitar el orgullo nacional. De Gaulle buscó hacer de Francia el líder de una Europa independiente, libre de la influencia estadounidense y soviética. El gobierno de De Gaulle buscó la reconciliación franco-alemana y asumió un papel de liderazgo en la fundación de la Comunidad Europea del Carbón y del Acero que buscó resolver las tensiones económicas entre Francia y Alemania, que el ministro francés de Asuntos Exteriores, Robert Schuman, declaró que estaba diseñado para "acabar con la hostilidad franco-germana de una vez por todas".
En los últimos años, una controversia ha sido el tratamiento legal de las mujeres y prostitutas musulmanas veladas. El gobierno se ha enfocado en lo que algunos perciben como los cuerpos 'cubiertos' de prostitutas y los cuerpos 'cubiertos' de mujeres musulmanas veladas para excluirlas del espacio público. Las formas emergentes del nacionalismo francés enfatizan la promoción del liberalismo sexual como un valor central de la ciudadanía. Julie Billaud y Julie Castro argumentan que los objetivos son hacer cumplir un nacionalismo viril, prescribir nuevas normas sexuales y criminalizar a los inmigrantes y a los que viven en los márgenes sociales.

## Partidos y organizaciones

### Actuales
- Parti Nationaliste Français (1983-presente)
- Rassemblement National (1972-presente)
- Union Populaire Républicaine (2007-presente)
- Debout la France (2008-presente)
- Ligue du Sud (2010-presente)
- Dissidence française (2018-presente)

### Extintos
- Croix de Feu
- Parti franciste (1933-1944)
- Rassemblement National Populaire (1941-1945)
- Parti français national-collectiviste
- Parti populaire français (1936-1945)
- Parti nationaliste français et européen
- Groupe Union Défense (1968-2017)
- Bastión Social (2017-2019)

## Personalidades
- Édouard Drumont
- Joseph Darnand
- Jean-Marie Le Pen
- Marcel Bucard
- Philippe Pétain
- Philippe Leclerc de Hauteclocque
- Marc Augier
- François Brigneau
- Alain Soral
- Jacques Ploncard d'Assac
- François Duprat
- Dominique Venner
- Jérôme Bourbon
- Yvan Benedetti
- Hervé Ryssen
- Alexandre Gabriac
- Daniel Conversano